# Tomatina (Colombie)
Pour les articles homonymes, voir Tomatina (homonymie).
La Tomatina, également appelée Gran Tomatina Colombiana, est une fête de la tomate célébrée en juin, à Sutamarchán, en Colombie, depuis 2004.

## Histoire
L'idée de créer le festival de la Tomatina vient d'Espagne, l'avocat Heinner Suárez reprenant le concept des festivités du même nom qui se déroulent dans la commune de Buñol. Suárez explique en ces termes la réalisation de ce projet : « Durant un des voyages que j'ai effectués en Espagne, j'ai pu vivre une de ces festivités en l'honneur de la tomate et me suis immédiatement attelé à la tâche d'organiser cette activité dans ma ville de manière à générer du développement et du tourisme, mais notamment pour montrer aux habitants et aux visiteurs que Boyacá produit la meilleure tomate du pays ». L'objectif de ces festivités à Sutamarchán, qui est reconnue pour sa culture de tomate à l'échelle nationale et continentale, est double : stimuler la consommation de la tomate et rendre hommage aux producteurs.

## Déroulement
Plusieurs activités liées à la culture de tomates sont organisées durant la Tomatina qui se déroule sur plusieurs jours, telles que « le plus grand consommateur de tomates », « la plus lourde tomate » et « la bataille des tomates ».

## Critiques
La Tomatina doit faire face à des critiques, notamment à cause de la bataille de tomates durant laquelle  de très grandes quantités de ces fruits sont utilisées, beaucoup de personnes estimant qu'il s'agit d'un gaspillage inutile. Néanmoins, selon les organisateurs, les tomates utilisées seraient impropres à la consommation humaine.

## Économie
Ce festival a pour objectif de relancer l'économie sur le marché de la tomate pour Sutamarchán mais aussi pour Villa de Leyva, Sáchica, Tinjacá et d'autres municipalités à proximité. En 2012, le marché de la tomate dans le département de Boyacá compte 2 100 producteurs répartis sur 32 municipalités et permet la création de 3 800 emplois directs et 4 700 emplois indirects.
| Année | Nombre de visiteurs | Quantité de tomates utilisées |
| ----- | ------------------- | ----------------------------- |
| 2005  | Environ 2 000       | 6 tonnes                      |
| 2006  | Environ 3 000       | 9 tonnes                      |
| 2007  | -                   | 10 tonnes                     |